# Orthostichidium aureopallens
Orthostichidium aureopallens là một loài Rêu trong họ Pterobryaceae. Loài này được (Geh. & Hampe) Broth. miêu tả khoa học đầu tiên năm 1925.